# 京都看護医療予備校
座標: 北緯34度59分20.7秒 東経135度45分27秒 / 北緯34.989083度 東経135.75750度

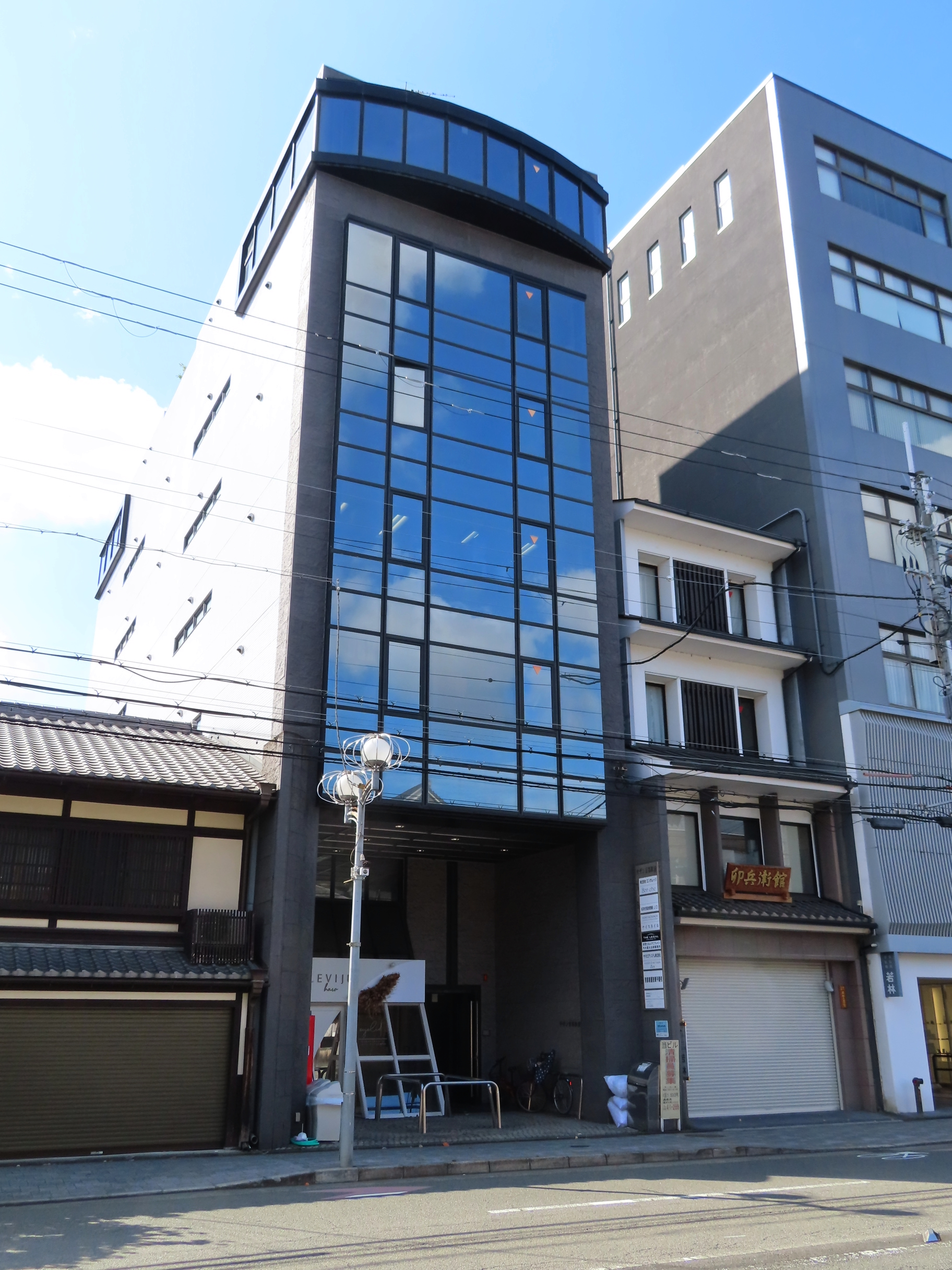
京都看護医療予備校が入居するサザン京都駅前ビル

京都看護医療予備校（きょうとかんごいりょうよびこう）は、京都市下京区烏丸七条西のサザン京都駅前ビルにある。看護・医療系専門予備校。愛称は「京看」。

## 概要
開校は1988年で、2007年4月に創立20周年を迎えた。授業は少人数制で、卒業生は2008年4月現在で2,000名以上となっている。

## 設置コース
設置コースは看護医療系大学受験クラス、専門学校受験クラス、准看学校受験クラス、進学課程受験クラス、看護医療系大学編入学クラス、看護師国家試験対策クラスである。　同窓会組織もある。

## アクセス
- 京都駅（JR、地下鉄、近鉄）京都タワー北すぐ徒歩5分
- 京阪七条駅徒歩11分